# Der Bekannte Unbekannte
Der bekannte Unbekannte è un film muto del 1922 diretto da Erik Lund

## Produzione
Il film fu prodotto dalla Kastner-Film GmbH (Berlin). Venne girato con il titolo di lavorazione Die sechsundzwanzigste Mütze.

## Distribuzione
Distribuito dalla Kastner-Film, ebbe il visto di censura in data 25 ottobre 1922.